# 刘庆兴
劉庆兴（?—?），十国南漢宗室，中宗刘晟的第三子，后主刘鋹之弟。
南漢中宗刘晟有5子，劉庆兴为第三子。生母不詳。原为庆王，乾和十一年（953年），被父亲封为荆王。史书没有记载他的下场。他的大哥刘鋹即位为皇帝，二哥刘璇兴被刘鋹杀死，四弟刘保兴和刘鋹一起投降宋朝。